# Röser Miklós
Röser Miklós (Gyertyámos, 1823. május 27. – Budapest, Erzsébetváros, 1903. október 24.) egy felső kereskedelmi iskola igazgató-tulajdonosa, a Ferenc József-rend lovagja.

## Életútja
Röser Mihály és Hofer Katalin fiaként született. Tanulmányait Szegeden és a bécsi műegyetemen végezte. Mint kereskedelmi szaktanár és igazgató sikeresen működött 1853-tól 1884-ig. 1853-ban alapította a nevéről elnevezett Röser nevelő-intézetet, mely 1871-ig négy osztályú volt; az 1870. augusztus 25-i miniszteri rendelet szerint öt osztályú szervezet alapján (mely 3 alsó kereskedelmi és 2 felső kereskedelmi osztályt foglalt magában) nyerte nyilvánossági jogát. Számos közművelődési és tanügyi társulatnak választmányi tagja, a gyertyámos-községi első magyar nyelvű óvodának és a Szegeden létező gyertyámos-községi magyar nyelvterjesztő konviktusnak egyik alapítója volt. Országgyűlési képviselő és székesfővárosi bizottsági tag is volt. Halálát hólyagrák, szívhűdés okozta. Felesége Török Ilona volt.
Cikkei a Néptanítók Lapjában (1868. Felhívása billeti választó-kerülete tanítóihoz tanítóegylet alakítására, A billeti tanító-egylet alapszabály terve).

## Munkái
- Röser Miklós növeldéjének és kereskedelmi iskolájának Programmja. Pest, 1856. (Németül. Uo. 1856.)
- Általános árúisme kereskedelmi és reáltanodák, magántanulók, valamint kereskedők, iparosok és mezei gazdák számára. Uo. 1863. (Schandl Sándorral együtt.)
- An die Wähler des Billeter Wahlbezirkes. uo., 1869.

## Forrás
- Szinnyei József: Magyar írók élete és munkái.